# Livingston (Kentucky)
Livingston és una població dels Estats Units a l'estat de Kentucky. Segons el cens del 2000 tenia 228 habitants.

## Demografia
Segons el cens del 2000, Livingston tenia 228 habitants, 104 habitatges, i 63 famílies. La densitat de població era de 275,1 habitants/km².
Dels 104 habitatges en un 24% hi vivien nens de menys de 18 anys, en un 43,3% hi vivien parelles casades, en un 16,3% dones solteres, i en un 38,5% no eren unitats familiars. En el 35,6% dels habitatges hi vivien persones soles el 22,1% de les quals corresponia a persones de 65 anys o més que vivien soles. El nombre mitjà de persones vivint en cada habitatge era de 2,19 i el nombre mitjà de persones que vivien en cada família era de 2,86.
Per edats la població es repartia de la següent manera: un 20,6% tenia menys de 18 anys, un 7,9% entre 18 i 24, un 28,1% entre 25 i 44, un 22,8% de 45 a 60 i un 20,6% 65 anys o més.
L'edat mediana era de 38 anys. Per cada 100 dones de 18 o més anys hi havia 88,5 homes.
La renda mediana per habitatge era de 17.500 $ i la renda mediana per família de 35.972 $. Els homes tenien una renda mediana de 26.250 $ mentre que les dones 20.313 $. La renda per capita de la població era d'11.734 $. Entorn del 19% de les famílies i el 26,6% de la població estaven per davall del llindar de pobresa.

## Poblacions més properes
El següent diagrama mostra les poblacions més properes.